# Liberator (gruppo musicale)
I Liberator sono un gruppo third wave of ska svedese formatosi nel 1994 a Malmö.
Dediti inizialmente solo a cover di gruppi 2 tone ska come Specials e Madness, ottennero presto un contratto con la Burning Heart Records grazie a una demo, e dopo vari EP e singoli pubblicarono il primo album This Is Liberator nel 1996. Da allora il gruppo ha pubblicato altri quattro full-length, di cui l'ultimo, Stand and Deliver, è uscito nel 2009.

## Discografia

### Album in studio
- 1996 - This Is Liberator
- 1998 - Worldwide Delivery
- 2000 - Too Much of Everything
- 2003 - Are You Liberated?
- 2009 - Stand and Deliver

### Raccolte
- 2001 - Soundchecks 95-00

### EP
- 1996 - Freedom Fighters
- 1997 - Carefully Blended

### Singoli
- 1996 - Tell Me Tell Me
- 1998 - Kick the Bucket
- 1998 - Christina
- 2000 - Everybody Wants It All
- 2008 - Ring the Alarm

## Formazione
- Robert Ylipää
- Johan Holmberg
- Rodrigo López
- Per Hedberg
- Erik Wesser
- Daniel Mattisson
- Peter Andersson
- Andreas Sjögren